# Liste de chants de marins
Pour un article plus général, voir Chant de marins.

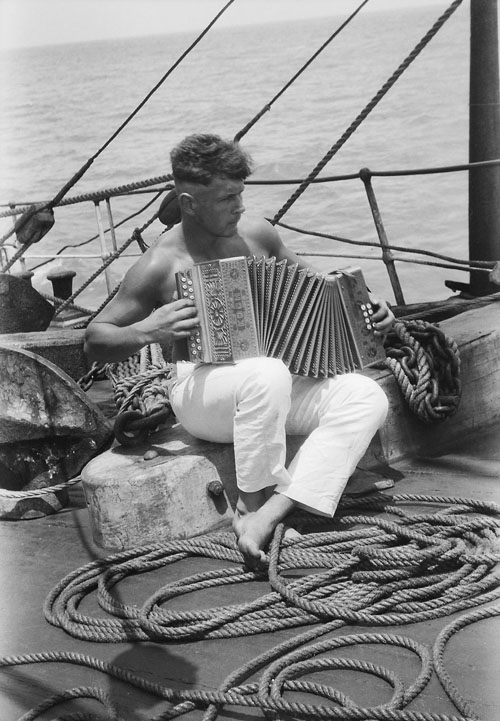
Sur le Parma.

Cette liste répertorie, de manière la plus exhaustive possible, les chants de marins.

## Droits d'auteurs
Il faut distinguer les chants traditionnels (auteur inconnu, utilisation attestée au temps de la marine à voile) des compositions plus récentes, dont certaines sont déjà passées dans la « tradition ». En droit français (articles L.123-1 à L.123-12), les droits d'auteur ne s'appliquent pas sur les chants traditionnels, ainsi que les chants dont le dernier des auteurs est décédé depuis plus de 70 ans, auquel il faut proroger la durée des deux guerres mondiales. Par ailleurs, le droit européen pourrait porter ce délai à 90 ans, il n'est pas pour l'instant en application en 2019.

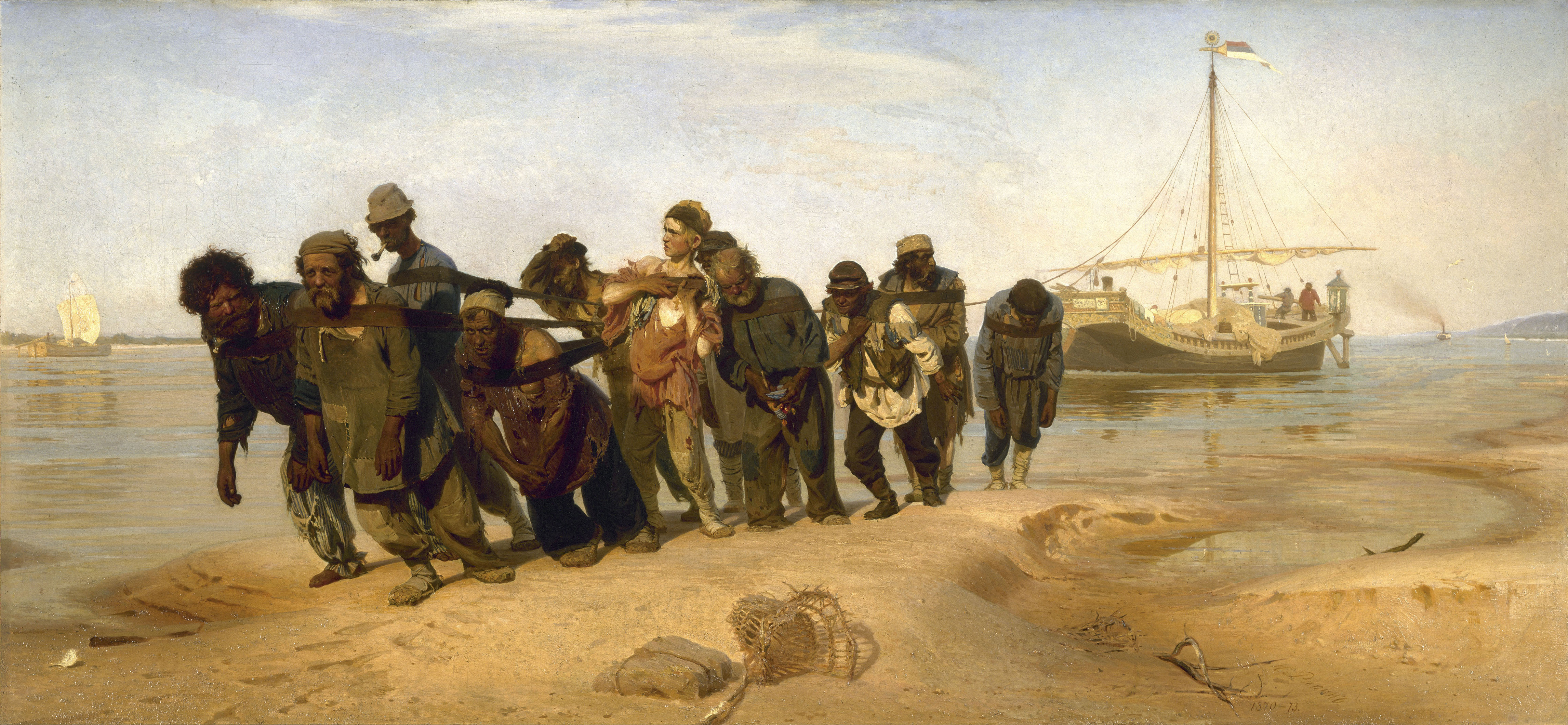
Marins sur la Volga (Ilia Efimovich Repin, 1870).

## A
- À Bordeaux viennent d'arriver / À Bordeaux[2],[3]
- À Brest la jolie[4], Brest  Bretagne.
- À Dunkerque nous sommes débarqués (chant à hisser)[5]
- À hisser le foc (chant à hisser, Michel Tonnerre)[6], St Malo  Bretagne.
- A Hoe : Chant traditionnel tahitien, A Hoe signifie "rame" (verbe)[7],  Polynésie Française.
- A hundred years on the eastern shore[8],  Angleterre.
- À l'abordage (Rohan Le Barde)
- À l'arsenal ! (Henry Girou)[9], Brest  Bretagne.
- À la Saint-Nicolas (P. Le Coustumer)
- À La Rochelle vient d'arriver[10],[11], Fécamp Normandie.
- A long time ago[8],  Angleterre.
- À Lorient la jolie, il existe deux textes de ce chant sur un même air[12],[13]
- À Lorient vient d'arriver,  Bretagne.
- À Méan il vient d'arriver[14],  Bretagne.
- À Nantes vient d'arriver[15]
- À quinze ans[16]
- A-rovin'[17],  Angleterre.
- A sailor went to sea sea sea[18],  Angleterre.
- À Saint-Malo beau port de mer[19], St Malo  Bretagne.
- À Saint-Malo de grands voiliers (Yves Moreau)[20], St Malo  Bretagne.
- A song of the sea (W.A. Fisher)[21].
- À une quette
- Au large de Douarnenez (Jean Paul Ferrec),  Bretagne.
- Achab (Nordet)
- Across the Western ocean[22],  Irlande.
- Adieu cher camarade[23],[24] (chant de gaillard d'avant), repris par Marc Orgeret. Une variante de Guy Béart de ce chant est Le Sort des matelots[25].
- Adieu Diego[26]
- Adieu foulards / Adieu Madras, adieu foulards[27]
- Adieu Recouvrance (Louis Le Cunff, L. Merer)[28], Brest  Bretagne.
- Al die willen te kap'ren varen (chant traditionnel néerlandais)[29] : "Tout ceux qu'ils veulent naviguer" en français,  Pays-Bas.
- Ali, alo[30]
- All through the rain and squally weather[31],  États-Unis.
- All You Pretty Girls (Andy Partridge, 1984),  Royaume-Uni.
- Allen die willen naar Island gaan (chant traditionnel néerlandais)[32] : "Tout ceux qui veulent aller en Islande" en français,  Pays-Bas.
- Allons à Messine[33] (chant de gaillard d'avant), reprise par les Marins d'Iroise. Une déclinaison paillarde existe de cette chanson[34].
- Allons-y les gars ! (Roger Briand)
- Aloué la falaloué (chant à déhaler)[35]
- L'Âme des marins / L'âme de nos marins / Allez les marins (Freddy Breizirland, René Abjean)[36]
- Amsterdam (Jacques Brel, 1961)
- Amsterdam Maid[37],  Irlande.
- Anchors Aweigh (Alfred H. Miles, Charles A. Zimmerman, 1907) ; utilisé pour un jeu de foot entre la marine et l'armée américaine[38],  Etats-Unis.
- L'Angelus de la mer[39]
- L'Artillerie de Marine[40], une version paillarde existe[41]
- Asleep in the Deep : Arthur J. Lamb et Henry W. Petrie, 1897.
- Au 31 du mois d'août : chanson qui retrace la prise du Kent par Robert Surcouf à bord de La Confiance, le 7 octobre 1800 au large du Bengale[42]. Une version paillarde existe[43].
- Au café du port (Gérard Jaffrès, 1989)
- Au fait du mât / Au fait du mât d'misaine[44],[45]
- Au fond de l'océan / Tout au fond de la mer[46]
- L'Auberge de la fille sans cœur (Jean Villard, chanson popularisé par Édith Piaf et par les Quatre Barbus)
- Aux sombres héros de l'amer (Noir Désir)
- Avec Jean Bart[47],[48]
- Les Avisos escorteurs[49]
- Away, Haul Away / Le chant du départ / Le chant des adieux

## B
- Barnacle Bill the Sailor : chanson à boire américaine de 1927 adaptée de Bollocky Bill the Sailor,  États-Unis.
- Barrett's Privateers (Stan Rogers, 1976), inspiré de Friends of Fiddler's Green,  Canada.
- Le Bateau chargé de blé / Devant Bordeaux est arrivé
- Les bateliers de la Volga : Chanson traditionnelle russe dépeignant la souffrance des basses classes de la Russie impériale. Elle ne concerne pas seulement la Volga (« de la Volga » n'est qu'une variante) mais tous les « bourlaques ». Le titre russe est Эй, ухнем ! (Hé, ho hisse) et c'est depuis que Mili Balakirev l'a répertoriée dans sa variante « volguienne » et publiée en 1866[50],  Russie.
- Le Beau Scaphandrier[51]
- Bell Bottom Trousers (1944),  États-Unis.
- La Belle barbière[52],[53], Nantes.
- La Belle Françoise[54], Nantes.
- Berend Botje (chant traditionnel néerlandais)[55],  Pays-Bas.
- Le Bidon[56]
- La Blanche Hermine (Gilles Servat)[57]
- Blow the man down (chant à hisser)[58] : Chant du XIXe siècle, sur le traitement difficile des marins à bords des clippers de la compagnie Black Ball Line,  États-Unis,  Royaume-Uni.
- La Boiteuse / Quand la boiteuse va-t-au marché[59] : Chant paillard repris par Marc Orgeret.
- Bollocky Bill the Sailor / Abraham Brownv
- Un Bonhomme dans chaque port / Old Blind Dogs (Pierre Guillemot et Alain Beaussant)[60].
- Bonny was a warrior[8],  Angleterre.
- La Bordelaise
- Le Bory, le bateau[61]
- Botany bay[62],  Australie.
- Le Branle-bas de combat[63]
- Brassons bien partout carré (chant à virer)[64],[65], Nantes.
- Brave marin revient de guerre / Brave marin[66]
- Brest (Miossec, 2004)[67]
- Bugaled Breizh / Ils étaient cinq marins sur le Bugaled Breizh, du groupe Pavillon noir, relate l'accident en 2004 du chalutier Bugaled Breizh,  Bretagne.
- Bugaled Breizh, chanson de Nolwenn Korbell dont le thème est l'analogie entre le naufrage du Bugaled Breizh en 2004, et les bretons,  Bretagne.
- Le Bugaled Breizh, du groupe Avurnav relate l'accident en 2004 du chalutier Bugaled Breizh,  Bretagne.
- Brest (Nordet),  Bretagne.
- Bully in the alley[8],  Angleterre.

## C
- C'est dans la pipe[68]
- C'est l'aviron / La jolie Rochelle[69],  Quebec.
- C'est la mer (Michel Tonnerre),  Bretagne.
- C'était une dame de Bordeaux
- C'était un baleinier[70]
- C'était un jeune marin[71]
- C'était une frégate[69],  Quebec.
- Les Calfats (chant des ports)[72],[73], Le Havre Normandie.
- La Campagne de la Jeanne-Cordonnier
- Le Capitaine de Nantes[74], Nantes.
- Le Capitaine de Saint-Malo (chant à hisser)[75]
- Le Capitaine du navire[76]
- Le Capitaine Farlow (Rohan Le Barde)
- La Carmeline (chant à virer)[77]
- La Catastrophe du Pluviôse : chant sur le sous-marin Pluviôse, paroles de Eugène Gervais sur l'air Ell' n'était pas jolie, parues dans le journal dunkerquois Le Nord Maritime le 9 juin 1910[78].
- Ce sont les filles du Croisic[79],  Bretagne.
- Celui que mon cœur aime tant (berceuse)[80]
- Ceux du Pluviôse, chant sur le sous-marin Pluviôse, texte de Théodore Botrel paru dans le journal Le Phare de Calais du 25 juin 1910.
- Ceux qui ont nommé les bancs (complainte)[81],[82]
- La Chanson de Canut[83]
- Chanson de cap-horniers (paroles de Henry Jacques)[84].
- Chanson de mer (Yvon Étienne, Christian Desnos)[85]
- Chanson de Pico[86], paroles françaises de Jacques Yvart,  Açores.
- La Chanson des cap horniers[87]
- Chanson des porteurs de blé
- Chanson du commandant Bourdais[88]
- Chanson du départ, paroles de Henry Jacques[89].
- Chanson du pécheur[90],  Italie
- Chanson du crevettier (Rohan)
- Chanson fatale (poème de Paul Fort, chanté par les Tonnerres de Brest)[91]
- Chanson marine[92]
- Chanson maritime[93],  Suède
- Une Chanson morte : Air des marins évacuèrent Brest vers l'Angleterre le 18 juin 1940 (sur l'air de En descendant la rue d'Alger)[94].
- Chant de marche de la DBFM[95], chant de la Marine Nationale.
- Chant des marins pompiers[96], chant de la Marine Nationale.
- Chant des VOA[96], chant de la Marine Nationale.
- Chantons pour passer le temps (chant de gaillard d'avant / chant à virer)[97],[98],  Normandie.
- Chants à curer les rains (petits refrains)
- Cheerly man[8],  Angleterre.
- Chesapeake and Shannon[99],  Angleterre.
- Clear the track[8],  Angleterre.
- Le Clipper Bernica (chant des ports)[100]
- Coast of High Barbaree[101] : ce chant populaire la raconte la victoire d'un voilier avec un bateau pirate, au large des côtes d'Afrique du Nord,  États-Unis,  Royaume-Uni.
- Le Combat de La Danae / The battle of Quebec[102], interprété par Les Charbonners de l'Enfer,  Quebec.
- Come all ye young sailormen[103],  Angleterre.
- Commandos mes frères[104], chant de la Marine Nationale.
- La Complainte de Jean Quéméneur / Jean Quéméneur : Traditionnel, composé par Henri Ansquer entre 1900 et 1910 (complainte / chant des ports)[105].
- La Complainte des Terre-Neuvas / Les Terre-neuvas (Gaston Couté, Marc Robine)[106],[107],  Quebec.
- La Complainte du barreur[108] (complainte)
- La Complainte du galérien[109]
- La complainte de Louis-Marie Jossic[110],[111] (Les marins d'Iroise) : La musique de ce chant est issu d'une chanson traditionnelle de Basse-Bretagne : kimiad ar martelod yaouank (les adieux du jeune marin). Cette chanson raconte la vie très difficile à bord du dernier grand vaisseau de ligne en bois lancé en 1855 : le Bretagne. l'Histoire évoque un engagé volontaire pour cinq ans qui préfère retourner à la vie civile comme tailleur de pierre. Ce chant est interdit dans la Marine tout comme Le déserteur de Boris Vian est interdit dans l'armée de Terre,  Bretagne.
- Les Corsaires / Chant de corsaires[112],[113]
- Le Corsaire de Saint-Malo
- Le Corsaire Le Grand Coureur / Le Grand Coureur (chant à virer)[114],[115]
- Le Corsaire Le Hasard (chant de gaillard d'avant)[116]
- Le Corselet[117], Nantes.
- La Courte paille[118]
- Croisière en bouteille (Nordet)
- Le Crime de la rue d'Suffren (Henri Ansquer)

## D
- La Danaë (chant de gaillard d'avant / chant à virer)[119],[120]
- Dans la Lune au fond de l'eau (Tri Yann)[121]

Dans le porc de Pouldreuzic Cargo Winch Christophe Lelu https://www.youtube.com/watch?v=iC6QPOGiqTU
- Dans le port il est arrivé[122]
- Dans les prisons de Nantes,  Bretagne.
- Dans mon p'tit port de l'Auberlach (Gilles Servat)
- De Djibout à Diégo (Nordet)
- De Hamborger Veermaster / Der Hamburger Viermaster (XIXe siècle) signifie "Le quatre-mâts de Hambourg",  Allemagne,  Royaume-Uni.
- De par les sept mers (Nordet)
- De Saint-Malo à Buenos Aires (Dominique Babilotte)
- Dedans Bordeaux vient d'arriver[123]
- Dedans la ville de Bordeaux[124]
- Dedans Marseille vient d'arriver[125]
- Devant Bordeaux[126],[127] (chant à ramer / chant à haler)
- Départ pour l'Islande[128]
- Der mächtigste König (chant traditionnel allemand)[129], "Le roi le plus puissant" en français,  Allemagne.
- Les Deux gabiers (Théodore Botrel)[130]
- Le Dix d'avril[131], interprété par Les Charbonners de l'Enfer,  Quebec.
- Do let me go[8],  Angleterre.
- Don't Forget Your Old Shipmate : Chant de la Royal Navy du temps des guerres napoléoniennes,  Angleterre.
- Donkey Riding : Chant de marins sur l'arrivée de la vapeur, Donkey étant ici un type de moteur : steam donkey,  Écosse,  Canada,  États-Unis.
- Donne moi mon bon argent /Pay me my money down (adaptation Thierry Decloux)
- Dover–Calais (1986, Tommy Ekman et Christer Sandelin) : Le chant décrit une romance entre deux personnes sur un ferry entre Douvres et Calais,  Angleterre.
- Dès que le vent soufflera (Renaud)[132]
- Donne moi mon bon argent (Thierry Decloux)
- Dors, mon gars[133]
- Drunken Sailor (Chant à virer, à pomper)[134],  Irlande. La version française par Henry Jacques, s'appelle Chanson à virer / Encore et hop et vire [135],[136].
- Du rhum des femmes (Soldat Louis)[137]

## E
- Eh, petit marin[138]
- En route pour Rio (paroles de Henry Jacques)[139].
- Emgann Sant-Kast / Le combat de Saint-Cast[140],  Bretagne.
- Emmenez-moi (Charles Aznavour, 1968)
- Encor' et hop[141]
- Encore un rhum
- Les Enfants de la mer[142]
- Enfant du voyage[138]
- Entendez-vous la mer qui chante (Théodore Botrel)[143],  Bretagne.
- Entre le Pilier et Noirmoutier[144] (chant de port).
- L'Equipage (Nordet)
- Escale à Galway (Rohan Le Barde)
- Et le premier c'est un marin (chant de gaillard d'avant)[145],[146]

## F
- Fanchon d'Arzon (Rohan Le Barde)
- Fanny de Lanninon : publié en 1953, texte Pierre Mac Orlan, musique V. Marceau (chant des ports)[147],[148], Brest  Bretagne.
- Faut avoir du courage (chant de guindeau)[149]
- Une Femme dans chaque port (Nordet)
- La Femme du président[150]
- La Figure de proue (Rohan Le Barde)
- La Fille des sables[151]
- La Fille du vent salé / Daugher of the Sea : BO World of Warcraft (Battle for Azeroth)
- La Fille de Recouvrance / Marin (Daniel Estève)[152],  Bretagne.
- Les Filles de La Rochelle (chant de gaillard d'avant)[153],[154] Deux versions paillardes existent[155],[156].
- Les Filles de Lorient (chant de gaillard d'avant)[157],[158],  Bretagne.
- Les Filles de New York City
- Les Filles de Pont Aven (Théodore Botrel)[159],  Bretagne.
- Fire fire[8],  Angleterre.
- Fireship[160] / The Fire Ship[161] / The Fireship[162] / Dark and Rolling Eye[163] est une reprise du chant Roving Kind (une chanson des années 50). La chanson originale enregistré par the Weavers, parle d'un marins qui marche avec un marins, la reprise, sans être une parodie reprend la musique avec des paroles grivoises, parmi les interprètes de cette chanson citons The Whiskey Bards[164], Pyrates Royale, The Spinners[165], et Jerry Bryant[166].
- Flotte de France[167], chant de la Marine Nationale.
- Le Forban (chant des ports)[168],[169], composé par les prisonniers du bagne de Brest au XVIIIe siècle[169].
- Le France[170]

## G
- Le Gabier de Terre-Neuve (Théodore Botrel)[171]
- Gabier, grimpe à ta hune
- Le Gabier noir (Michel Tonnerre)
- La Galère (complainte)
- Le Gallipétant[172]
- Garçon prend la barre / Eh garçon prend la barre[173]
- Les Gars de la compagnie[174] (J.P. Ferrec, Lors Jouin)
- Les Gars de la marine[174] (R. Gilbert, Jean Boyer, W. R. Heymann, chanté par Jean Murat dans le film Le Capitaine Craddock, 1931)[60].
- Les Gars de La Rochelle (chant de gaillard d'avant)[175],[176].
- Les Gars de Locminé[177],  Bretagne.
- Les Gars de Senneville[178],  Normandie.
- Les gâs de Saint Malo (Théodore Botrel)[179], St Malo  Bretagne.
- Ged A Sheòl Mi Air M' Aineol[180],  Écosse.
- General Taylor[8],  Angleterre.
- Go to Sea Once More[181],[182] / Jack Tarr the sailor / The Holy Ground : Ce chant parle d'un marin : Jack Tarr ou Jack Wrack, qui une fois à terre, s’enivre et perd tous ses vêtements et son argent avec une prostituée. Bien qu'il ait juré de ne plus jamais travailler en mer, cette situation l'oblige à accepter une position à bord d'un navire baleinier menant vers la mer de l'Arctique. La chanson exhorte les marins à éviter les boissons fortes et le style de vie difficile qui va avec. Les origines exactes de la chanson peuvent être attribuées à la marine marchande anglaise, probablement de 1700 à 1900. Comme pour la plupart des chansons folkloriques traditionnelles, différentes versions ont été développées. Des artistes irlandais tels que Ryan's Fancy ont enregistré des versions très fidèles qui conservent le titre Go to Sea Once More, tandis que d'autres versions, telles que celle enregistrée à la fin des années 1960 par le groupe folk-rock américain The Byrds sur leur album Ballad of Easy Rider, utilisez le titre Jack Tarr the sailoren racontant la même histoire. The Wolfe Tones a publié une version en 1970 sous le titre de The Holy Ground avec une mélodie et des paroles modifiées, mais qui correspond aux thèmes de la chanson originale,  Royaume-Uni
- Les Goëlands (Lucien Boyer, 1930)[183]
- Les Goémoniers (Michel Tonnerre),  Bretagne.
- Good morning ladies all[8],  Angleterre.
- Good Ship Venus / Friggin' in the Riggin (chanson à boire), conçu pour choquer avec des descriptions grivoises les mœurs de l'équipage du navire éponyme. La mélodie généralement utilisée (en particulier pour le chorus) est In and Out the Windows,  Royaume-Uni.
- Les Grands Dundees[184]
- Le Grand mât veut de la route (paroles Henry Jacques)[185]
- Le Grand trois-ponts[186]
- Greenland Whale Fisheries (1725)[187] : Ce chant parle des expeditions de chasse à la baleine. Ce chant présente de nombreuses versions[188] et interprétation, citons The Pogues ou The Dubliners,  Royaume-Uni.
- Guerre, guerre, vente, vent (Tri Yann),  Bretagne.
- Gueule de serpent (chant des ports)[189]
- Gwerz ar vezhinaerien / La complainte des goémoniers (Denez Abernot).

## H
- Hanging Johnny (chant à hisser)[8],  Angleterre.
- Hardi les gars, vire au guindeau / Nous irons à Valparaiso / Valparaiso[190] (chant à hisser, chant de guindeau)[191],[192]. Une variante de ce chant est As-tu connu le père Winslow[193] ? / Le père Winslow / Le père Lancelot (chant à virer)[194]. En 1815, la paix revenue entre la France et l'Angleterre, permet une reprise du commerce[194]. Thomas Dobrée, un ancien négrier nantais refait fortune dans la pêche à la baleine notamment avec Le Nantais, un trois-mâts armé en 1817[194], dont les retours de pêches seront très lucratives. L'origine du nom de cette variante est lié au capitaine : le navire est commandé par un américain du nom de Joseph Winselow, parfois francisé en Lancelot ou nommé dans la chanson Winslow (sans "e")[194]. Le baleinier désarmé en 1867 portait à cette date le nom de Winsloo[194], Nantes.
- L'Harmonica / Avec mon harmonica (chant à danser / chant des ports)[195],[196]
- Les Haubans interprété par les Charbonniers de l'Enfer[197],  Quebec.
- Haul Away Joe (chant à hisser / chant à ramer)[8],  Angleterre.
- Haul on the bowline (chant à hisser)[198],  Angleterre.
- He back she back[8],  Angleterre.
- Heart of Oak : vieille chanson de marins britannique (1759), encore aujourd'hui la marche officielle de la Royal Navy,  Royaume-Uni.
- Heave away, my Johnny[8],  Angleterre.
- Henrik (Greame Allwright)[199]
- Het Afzyn[200]
- Hissons nos couleurs, BO Pirates des Caraïbes[201],  Pirate.
- L'Homme à la barre (Nordet)
- Houla hé, paroles de Henry Jacques[202].
- Hourra les filles / Hourra les filles à quat' deniers / Hourra les filles à dix deniers / Hourra les filles à cinq deniers (chant à ramer)[203],[204]
- Huckleberry hunting[8],  Angleterre.
- Hymne de la Marine[205], chant de la Marine Nationale.

## I
- Il a mangé ses 400 francs
- Les Îles (Martine et Serge Rives)
- L'Île au trésor / Takarajima Yoshito Machida, 1986)[206], interprète de la version française : Boris De Mourzitch.
- Il était deux petits navires (Nordet)
- Il était un petit navire / La courte paille (complainte). Version allemande : War einst ein kleines Segelschiffchen[207]. Une version paillarde existe[208].
- Il était une barque[209],[210] et sa variante Sur les bords de la Loire[211]
- Il faisait chaud (danse bretonne : pas de sept),  Bretagne.
- Il faut chanter[212]
- Ils étaient trois marins
- Ils sont bien quinze ou trente[213], Nantes.
- In frisco bay[8],  Angleterre.
- Irish rover[214],  Irlande.

## J
- J'ai fait une maîtresse
- Jack Was Every Inch a Sailor : Ce chant fait d'un baleinier de Terre-Neuve[215]. Il a peut-être été adapté de la chanson Every Inch a Sailor, qui était elle-même un burlesque de HMS Pinafore, Terres Neuve et Labrador,  Canada.
- La Jambe de bois[216] (chant à danser)
- Je pars pour Mindelo (Thierry Decloux)
- Je reviens[217]
- Je rentre chez moi (Les marins d'Iroise)
- Je suis fils (Corrigan Fest), s'inspire de la naissance du Québec[218].
- Jean-François de Nantes (chant à hisser)[219],[220]. Une version paillarde existe[221],  Bretagne.
- Jean-Marie[222]
- Jean Quémeneur[223] (Henri Ansquer), un marin qui n'a jamais navigué en dehors du quartier de La Recouvrance et les buibui de la rue de Siam à Brest, il meurt noyé en tombant lors d'un largage d'amarre au pont Geydon, Brest  Bretagne.
- John Kanak / John Kanaka (chant à hisser)[224]
- John Smith AB , Nouvelle Zélande
- Johnny Boker[225],  États-Unis.
- Johnny Bowker[8],  Angleterre.
- Johnny Palmer[226]
- La Joyeuse bordée (chant à déhaler)[227]
- La Jurassienne (Nordet)

## K
- Kalondour (Gilles Servat)[228]
- Kmiad ar martelod yaouank (les adieux du jeune marin)[110],[111] : Ce chant traditionnel breton a inspiré La complainte de Louis-Marie Jossic,  Bretagne.
- Knock a man down[8],  Angleterre.

## L
- L'était un' goélette[229]
- La Légende du vaisseau d'argent[230] (chant de gaillard d'avant)
- La Ligne Holworth (Graeme Allwright)
- Leave her, Johnny, leave her / Leave her, Johnny / Quitte le navire Johnny (chant de port / chant à pomper)[231]
- Let the bullgine run[8],  Angleterre.
- Little old sod shanty (1880) Will Hays, Olivier Edwuin Murray[232],  Angleterre.
- Liza Lee[8],  Angleterre.
- Lo mossi [233]
- Lo revelh dei pescadors[234] (Le réveil des pêcheurs),  Provence.
- Locmiquélic (Vincent Le Grumelec),  Bretagne.
- Loguivy de la mer : Composé par François Budet dans les années 60 (chant des ports)[235],[236],  Bretagne.
- Lon lon l'accordéon (Anne Sylvestre)[237]
- Lord Franklin[238],  Irlande.
- Les Lorientaises[239] (chant à danser)
- Lou Moussi[240](Le mousse),  Provence.
- Louisiana (Thierry Decloux)
- Lowlands away[8],  Angleterre.
- Lowlands low[8],  Angleterre.
- Lucy Long[8],  Angleterre.

## M
- M'en allant à La Rochelle[241]
- La Madelon du marin[242]
- Le Maître à bord[243]
- Le Maître d'équipage[244]
- Maggy May (version française : Nordet).
- Le Malborough / Nous sommes marins (Michel Tonnerre)[245]
- Marche des écoles[246], chant de la Marine Nationale.
- Marche des fusiliers-marins[247], chant de la Marine Nationale.
- La Marche des sous-mariniers / Les Sous-mariniers[248], chant de la Marine Nationale.
- La Margot (chant à virer)[249],[250].
- Le Mari de la grande Margot (Yves Simon)[251]
- Le Mariage secret de la mer et du vent (Yves Simon)[251]
- La Marie-Caroline (G. Cuefff)[252]
- La Marie Joseph (Stéphane Golmann, 1949)[253].
- Les Marins (Didier Barbelivien, Gilbert Bécaud, 1999)[254]
- Marine[255]
- La Marine (Paul Fort, Georges Brassens)[256]
- Le Marinier du Couëron (chanson paillarde)[257]
- Les Marins de Groix / Nous étions deux, nous étions trois / Les Trois marins de Groix (chant à virer / chant à ramer)[258], deux airs existent[259],[260],  Bretagne.
- Les Marins de notre ville[261]
- Martiniquaise (Soldat Louis)[262]
- Martolod an Orient[263],  Bretagne.
- Martolodet, d'in a leret[264],  Bretagne.
- Le Matelot de Bordeaux[265],[266]
- Le Matelot de Nantes[267], Nantes.
- Le Matelot saoul
- Matelot le vent est bon / Satanicles (Michel Tonnerre)[268]
- Matelot puisqu'il fait bon vent
- Matelot, tiens bon dessus, paroles de Henry Jacques[269].
- Merc'hed Keriti / Les filles de Kérity (chant à hisser)[270],  Bretagne.
- La Mer en Bretagne (Roger Briand),  Bretagne.
- La Mer qui nous ballote[271]
- La Mer, toujours la mer (Christian Quéré, Léon Guillou)
- Merck toch hoe sterck : Chant écrit vers 1626 par Adriaen Valerius, la musique est basée sur un air de luth par Thomas Campion en 1606 (What if a Day or a Month)[272],[273],  Pays-Bas.
- La Mère Zeppelin (Nordet)
- Mettez la chaloupe à l'eau[274]
- Mon gas d'Islande (Théodore Botrel)[275]
- Mon père est marchand de tabac
- Mon pays (Thierry Decloux)

- Mon p'tit garçon (Michel Tonnerre), évoque la nostalgie de la marine à voile[276],[277].

## N
- Le Naufrage[278]
- Le naufrage du vaisseau "Les droits de l'homme" (Rohan Le Barde)
- Naviguant dans le port de Nantes (chant à virer)[279]
- Navigation périlleuse[280]
- Le Navire de Bayonne[281], interprété par Malicorne (Gabriel Yacoub) et Les Charbonniers de l'enfer[282].
- Le Navire du forban
- Le Navire du toulon[283]
- N'entends-tu pas sous ta fenêtre[284]
- New York Girls / Can't You Dance the Polka[285],[286],  États-Unis.
- Nos gentils marins[287],  Normandie.
- Nous étions trois bon gars[288],  Poitou.
- Nous étions trois marins (chant à danser)[289],[290], Nantes.
- Nous ne partirons pas
- Nous sommes à Saint-Nazaire[291]

## O
- O Billy Riley[8],  Angleterre.
- O Johnny come to Hilo[8],  Angleterre.
- Ohé ohé du bateau (Jacques Yvart)[292]
- Oh Shenandoah / Shenandoah / Across the Wide Missouri : chant folk américain traditionnel datant probablement du début du XIXe siècle,  États-Unis.
- Off the sea once more (complainte)[293],  Royaume-Uni.
- Old Maui / Rolling Down to Old Maui / En tanguant vers la veille Maui (chant de port, chant de gaillard d'avant, complainte)[294] : Chant de baleinier,  Royaume-Uni.
- Old stormey[8],  Angleterre.
- On ne sort plus qu’à jeun de l’arsenal (paroles & musique de Christian Desnos)[295]
- One more day[8],  Angleterre.
- Opium[296]

## P
- Paddy Doyle[8],  Angleterre.
- Paddy West (chant de port)
- La Paimpolaise[297] (Eugène Feautrier, Théodore Botrel),  Bretagne.
- Papi[298]
- Partons la mer est belle (chant des ports)[299],  Quebec.
- Passant la rue Saint-Honoré (chant à hisser)[300]
- Passant par Paris[301],[302] : chant de la Marine Nationale. Il s'agit d'une variante d'un ancien chant recomposé lorsque les canonniers de la Marine Nationale sont mobilisés lors du siège de Paris en 1870[302].
- Pauvre marin (chant de gaillard d'avant)[303]
- Pauvre marinier
- Pay me my money down / Pay me, you owe me / Pay me : Publié en 1942 dans Slave Songs of the Georgia Sea Islands[304],[305], sur une musique plus ancienne utilisée dans d'autres chansons[306]. Elle a été interprétée par The Weavers en 1955 et popularisée par The Kingston Trio en 1957 ou Bruce Springsteen en 2006,  États-Unis.
- La Pêche à la baleine (Martine et Serge Rives)
- La Pêche aux thons (Martine et Serge Rives)
- Le Petit bois (chant à hisser)[307]
- Petit marin[308]
- Le Petit matelot[309],[310]
- Le Petit mousse noir (Albert Viau, François Brunet, 1943)[311],  Quebec.
- Le Petit pont (Joubin, D'authier), il s'agit du pont Geydon situé sous le Pont National reliant pour les piétons le quartier de La Recouvrance à l'autre rive à Brest[312], Brest  Bretagne.
- Le Petit sous-marin (Lettre d’un officier de marine à sa femme) : chant sur le sous-marin Pluviôse, paroles de Roland Gaël, musique de Gaston Gabaroche et Paul Dalbret (1910), interprétée à l'époque par Paul Dalbret et par Marcelly.
- Le Petit voilier[313]
- La Petite Polletaise
- Pique la baleine (chant de gaillard d'avant)[314],[315]
- Le Pirate (Nordet)
- Le Plancher des vaches[316]
- Le Plongeur noyé
- Plus loin que la mer (A. Sousset)[317]
- Le Pluviôse[318] : chant sur le sous-marin Pluviôse, paroles de Louis Pouilly (1911) sur l'air de J'ai tant pleuré, musique de Joseph Rico (1911).
- La Polka des marins[319],[320] / Jean-François pour aller au bal / Savez-vous danser la polka (chant à danser)
- Le Pont de Morlaix / C'est en passant sur l'pont d'Morlaix / Sur l'pont d'Morlaix (chant à hisser)[321],[322]
- Poor old Reuben Ranzo[8],  Angleterre.
- Poor Paddy Works on the Railway : Chant populaire folk irlandais et américain,  Irlande,  États-Unis.
- Le Port de Tacoma / Dans le port de Tacoma / Tacoma[323],[324], dans la baie de Seattle, il fallait au temps de la marine à voile traverser le Cap-Horn et remonter les cotes pacifiques d'Amérique du Sud pour s'y rendre. Une variante s'appelle Virez les gars[325].
- Pour commander[326], chant de la Marine Nationale.
- Prends le large[327]
- Le Premier c'est un marin[328]
- La Prière du marin (complainte)[329]
- La Prise du vaisseau[330]
- Les P'tites du bout du monde

## Q
- Quand je suis parti de La Rochelle (chant de gaillard d'avant)[331],[332]
- Quand la boiteuse va-t-au marché / La boiteuse[333]
- Quare Bungle rye[334],  Irlande.
- Le Quatre mâts-barque (Michel Tonnerre)[335]
- Qui peut être plus tenace / No hay quien pueda
- Quinze marins / Dead Man's Chest : refrain créé par Robert Louis Stevenson dans son roman L'île au trésor en 1883[336] puis repris dans Derelict de Young E. Allison en 1891, interprété par Michel Tonnerre[337] (chant des ports)[338],  Pirate.

## R
- La Race des mat'lots (Yvon Étienne)[339]
- Reagan Dougan (Michel Tonnerre)[340]
- Requins (Nordet)
- Retour en France[341]
- Rio Grande[342] (Chanson à virer / chant à pomper),  États-Unis.
- Robert Marie (Martine et Serge Rives)
- Roll and go[8],  Angleterre.
- Roller bowler[8],  Angleterre.
- Rolling Home[343]
- Rolling Down to Old Maui / Mohee : Raconte l'histoire de l'équipage d'un baleinier après une saison dans la mer du Kamchatka[344],  États-Unis.
- Les Roses d'Ouessant (Louis Le Cunff, F. Kerrien, M. Scouarnec),  Bretagne.
- Roulez jeunes gens, roulez / À La Rochelle viennent d'arriver (chant de guindeau)[345]
- Round the corner Sally[8],  Angleterre.
- Le Roy anglais[346]
- Rule, Britannia! : Chant patriotic britannique issu du poème de James Thomson : Rule, Britanniasur une musique de Thomas Arne en 1740[347]. Il constitue un chant de la Royal Navy et la British Army[348],  Royaume-Uni.

## S
- Saint-Nazaire[349]
- Sam's Gone Away[350],  États-Unis.
- Santianna[351],  États-Unis.
- Santiano[352] / Santianna / Santy Ano / Santy Anna / Santayana (chant américain popularisé en France par Hugues Aufray, paroles françaises de J. Planté). La chanson date d'au moins les années 1850, elle fait référence au général Mexicain Antonio López de Santa Ann opposé aux troupes américaines de Zachary Taylor durant la guerre américano-mexicaine[353]. Les paroles ne sont pas historiquement exactes : par exemple, la Bataille de Monterrey et la Bataille de Molino del Rey (différentes versions font référence à l’une ou l’autre) étaient des victoires américaines, pas mexicaines. Il a été suggéré que cela a été créée par les marins britanniques, qui ont déserté leurs navires pour rejoindre les forces de Santa Anna[353],  États-Unis.
- Satanicles (Michel Tonnerre)
- Saute blonde et lève le pied ![354], Nantes.
- Savez-vous danser la polka (paroles Henry Jacques)[355]
- Sea Songs : Arrangement de trois chansons britanniques du compositeur anglais Ralph Vaughan Williamsis, basé sur les chansons Princess Royal, Admiral Benbow et Portsmouth. La marche a été organisée pour orchestre militaire en 1923 en tant que deuxième mouvement de la suite de chants folkloriques anglais.
- Les Secrets de la mer (Pavillon noir)
- Sein 1940 (Tri Yann)[356] : Relate un fait historique de la deuxième guerre mondiale, où 128 habitants de l'île de Sein en rébellion contre l'Armistice, rejoignent les Forces Françaises Libres en Angleterre sur 6 bateaux, 18 mourront au combat[357].
- Shallow brown[8],  Angleterre.
- Shanadar[8],  Angleterre.
- Shanty boys[358],  États-Unis.
- Le sillon de Talberg[359], interprété par Michel Tonnerre,  Bretagne.
- Sing Sally o[8],  Angleterre.
- Sloop John B / The John B. Sails : Chanson folklorique de Nassau aux Bahamas. Une transcription de Richard Le Gallienne a été publiée en 1916. Depuis le début des années 1950, de nombreux enregistrements du chanson avec des variantes de titres, notamment I Want to Go Home et Wreck of the John B. Le John B. était un sloop dont l'équipage avait la réputation de devenir particulièrement joyeux quand il rentrait au port. Le bateau a été coulé à Eleuthera, aux Bahamas, vers 1900. Elle a également été interprétée par Johnny Cash, le Kingston Trio ou Dwight Yoakam. En 1966, les Beach Boys font une reprise rock,  Bahamas.
- So handy[8],  Angleterre.
- Sons of the Sea : Chanson de Music hall écrit en 1897 par Felix McGlennon,  Royaume-Uni.
- Son petit jupon[360],  Quebec.
- Song of the fishes[361],  États-Unis.
- Sont les filles de La Rochelle (chant à virer)[362]
- Sont trois fils de la Ciotat[363]
- South Australia / Le Sud de l'Australie / Rolling King / Bound for South Australia (chant à pomper)[364]. À l'origine c'est un chant de travail utilisé dans divers métiers (laine, blé) qui s'est répandus dans les clippers qui transportait ces marchandises entre Londres et l'Australie. La première trace de ce chant remonte à 1888[365], c'est maintenant une chanson très populaire parmi les interprètes de musique folk, enregistrée par de nombreux artistes et présente dans de nombreux recueils de chansons actuels,  Royaume-Uni,  Australie,  Irlande.
- Spanish Ladies : Chant traditionnel de la Royal Navy, [[Royal Navy| Royaume-Uni]]. La première mention remonte au 14 décembre 1624[366], mais sa forme moderne remonte à 1796 durant les guerres napoléoniennes[366]. La version moderne aurait été créée durant la guerre de la première coalition (1793-1796) ou la Royal Navy ont apporté leur appui à l'Espagne contre la Révolution Française.
- Stormalong[367], Royal Navy,  Royaume-Uni.
- Stormalong John[368], Royal Navy,  Royaume-Uni.
- (Mister) Stormalong / Mr Stormalong John[369], Royal Navy,  Royaume-Uni.
- (Yankee John) Stormalong[370], Royal Navy,  Royaume-Uni.
- Störtebeker und Godeke Michael (chant traditionnel allemand)[371],  Allemagne
- Su' l'pont de Nantes[372], Nantes.
- Sullivan (François Budet)[373]
- Sur la route de San Francisco (paroles Henry Jacques)[374]
- Sur les bancs de Terre-Neuve

## T
- T'es mon secret
- Le Tafia et le vin (paroles de Henry Jacques)[375]
- La Tahitienne[376]
- Les Tangons (Nordet)
- Tao (Martine et Serge Rives)
- La Taverne[377]
- Ten Thousand Miles Away : texte et musique attribué à Joseph B. Geoghegan, ballade chantée par des chanteurs de rue en Irlande au début du XIXe siècle[378]. Le chiffre de "dix mille miles" pourrait bien faire référence à la distance entre l'Angleterre et l'Australie, et la séparation des amants survient du fait que l'amant du chanteur a été transporté. Plusieurs variantes de texte rendent cette possibilité plus explicite[379],  Irlande,  Royaume-Uni.
- Les Terr'-Neuvas (Théodore Botrel)[380]
- The banks of Newfoundland[381],  Angleterre.
- The Banks of the Sacramento[382],  États-Unis.
- The Black Ball Line[8] (Chant à hisser) : Chant sur le traitement difficile des marins à bords des clippers de la compagnie Black Ball Line,  Angleterre.
- The Constitution and the Guerriere[383],  États-Unis.
- The dead horse[8],  Angleterre.
- The fiddler's Green
- The Greenland Fisheries
- The hog-eyed man[8],  Angleterre.
- The leaving of Liverpool[384] / Fare Thee Well, My Own True Love (Chant à hisser au cabestan) : chanson folk interprété par de nombreux chanteurs et groupes folkloriques populaires depuis les années 1950. Les Clancy Brothers et Tommy Makem ont fait partie du top 10 de la chanson en Irlande en 1964[385],[386]. Cette chanson a également été adaptée par plusieurs artistes, notamment The Dubliners,  Irlande et  Royaume-Uni.
- The maid of Amsterdam[387] / A-roving[388],  Angleterre.
- The overlander[389],  Australie.
- The pirate song[390],  États-Unis.
- The Sailor's Hornpipe / The College Hornpipe / Jack's the Lad[391] est une mélodie traditionnelle de cornemuse,  Royaume-Uni,  États-Unis.
- The sailor likes his bottleo[8],  Angleterre.
- The Saucy Arethusa : texte de Prince Hoare (le jeune)[392] et musique à Turlough O'Carolan écrient au XVIIIe siècle, évoquant Arethusa une frégate française capturée par la Royal Navy et qui engagea le 17 juin 1778, le combat avec la frégate française La Belle Poule marquant l'entrée en guerre de la France dans la guerre d'indépendance des États-Unis,  Irlande,  Royaume-Uni.
- The Saucy sailor[8],  Angleterre.
- The shallow sea (Celtic Spirit, 2011),  Irlande.
- The Sweet Trinity / The Golden Vanity / The Golden Willow Tree : La première version connue date de 1635,  Angleterre.
- The water is wide / La mer est immense : Traditionnel, paroles françaises de Graeme Allwright. Renaud a conservé la mélodie en changeant les paroles dans La balade nord-irlandaise. Tri Yann l'a repris en breton : Divent an dour[393].
- Tiddy i o[8],  Angleterre.
- Les Tilloliers[394]
- Tit zef'blues (Pavillon Noir),  Bretagne.
- Tire donc sur les avirons / Tire va donc sur les avirons (chant à ramer)[395]
- Tirer des caisses (Soldat Louis)
- Tom is gone to Hilo[8],  Angleterre.
- Tonnerres de Brest (Yvon Étienne),  Bretagne.
- Tout au fond de la mer[396],[397]
- La Tramontane[398]
- Tri martolod yaouank,  Bretagne. Une version corse du chant s'appelle Tre marinari [399]
- Le Tricot de laine (Théodore Botrel)[400]
- La Triste vie du matelot (complainte)[401]
- Les Trois Caps (Michel Tonnerre)[402]
- Trois jeunes marins porteurs de lettres (chant à danser)[403]
- Trois matelots (Renaud, Album Mistral Gagnant, 1985)[404]
- Trois matelots[405],  Corse.
- Trois matelots du port de Brest[406],  Bretagne.
- Trois matelots du port de Dieppe[407],  Normandie.

## V
- Les Vaisseaux de pierre (Pavillon noir)
- Vem kan segla forutan vind (chant traditionnel suédois)[408], "Qui peut naviguer sans vent" en français,  Suède.
- Le Vengeur : Le Vengeur est navire de guerre construit à Brest en 1690, coulé le 1er juin 1794 par les anglais alors que celui ci escortait des navires marchands américains[409].
- Le Vieux (Michel Tonnerre),  Bretagne.
- La Ville de Rio[410]
- Vire au cabestan (Michel Tonnerre)[411]
- Virginie / Virginie, les larmes aux yeux[412]
- Vogue, vogue mon bateau[413]
- Ar Vugale, du groupe Sonerien Du[414], relate l'accident en 2004 du chalutier Bugaled Breizh,  Bretagne.

## W
- War rad Brest / Skeudoù war ar rad[415], Brest  Bretagne.
- Wellerman,  Nouvelle-Zélande
- Whisky for my Johnny[8],  Angleterre.
- Winde wehn, Schiffe gehn (chant traditionnel allemand)[416], "Les vents soufflent, les navires partent" en français,  Allemagne.
- Wo stormalong[8],  Angleterre.
- Won't you go my way[8],  Angleterre.
- William Hellglow (Jean Marc Lesieur)[417]

## Y
- Y'a pas de bière / Y'a pas de bière sur le Bory[418]
- Y'a quatre marins (Hugues Aufray)[419]
- Yannig (Nordet)
- Yarmouth Town : chant traditionnel à propos de la fille d'un patron de pub de la ville de Great Yarmouth sur la côte du Norfolk. Ce chant a été interprété par de nombreux artistes dont The Clancy Brothers, Planxty, Gaelic Storm et Bellowhead,  Angleterre.